# Микільське (Старобільський район)
Микі́льське — село в Україні, у Міловській селищній громаді Старобільського району Луганської області. Населення становить 1566 осіб.
Село постраждало внаслідок геноциду українського народу, вчиненого урядом СРСР у 1932—1933 роках, кількість встановлених жертв — 483 людей.

## Населення
За даними перепису 2001 року населення села становило 1566 осіб, з них 91,76 % зазначили рідною мову українську, 5,94 % — російську, а 2,3 % — іншу.

## Постаті
- Ткач Денис Вікторович (1988—2022) — штаб-сержант Державної прикордонної служби України, учасник російсько-української війни.

## Також
- Перелік населених пунктів, що постраждали від Голодомору 1932-1933, Луганська область